# Acrolophus juxtatus
Acrolophus juxtatus är en fjärilsart som beskrevs av Hasbrouck 1964. Acrolophus juxtatus ingår i släktet Acrolophus och familjen Acrolophidae. Inga underarter finns listade i Catalogue of Life.